# Nils Svenningsen
Nils Thomas Svenningsen (født 28. marts 1894 i Stockholm, død 20. oktober 1985) var en dansk diplomat og departementschef.
Svenningsen blev tidligt ansat i Udenrigsministeriet og gjorde blandt andet tjeneste i Berlin umiddelbart inden Hitlers magtovertagelse. I 1941 blev han direktør for ministeriet, og han indtog under hele krigen en central rolle i forhandlingerne med Tyskland om forhandlingspolitikken: først som statsminister Erik Scavenius' nærmeste medarbejder og efter den 29. august 1943 som leder af departementschefstyret. Efter krigen var han som følge af den betydelige kritik, samarbejdspolitikken blev udsat for, ambassadør i Stockholm, til han i 1951 kunne vende tilbage som direktør (i dag svarende til departementschef) for Udenrigsministeriet, en stilling han beholdt, til han sluttede karrieren som ambassadør i London 1961-1964. Svenningsens hovedindsats i besættelsestidens sidste og vanskeligste år var styret af ønsket om størst mulig uafhængighed af Tyskland. Hans holdninger var båret af loyalitet og forpligtelse til som fremtrædende embedsmand at handle i overensstemmelse med, hvad han fandt bedst for landet uanset folkestemningen.